# (11593) Uchikawa
(11593) Uchikawa (1995 HK) – planetoida z pasa głównego asteroid okrążająca Słońce w ciągu 3,3 lat w średniej odległości 2,22 j.a. Odkryta 20 kwietnia 1995 roku.